# Flashmètre

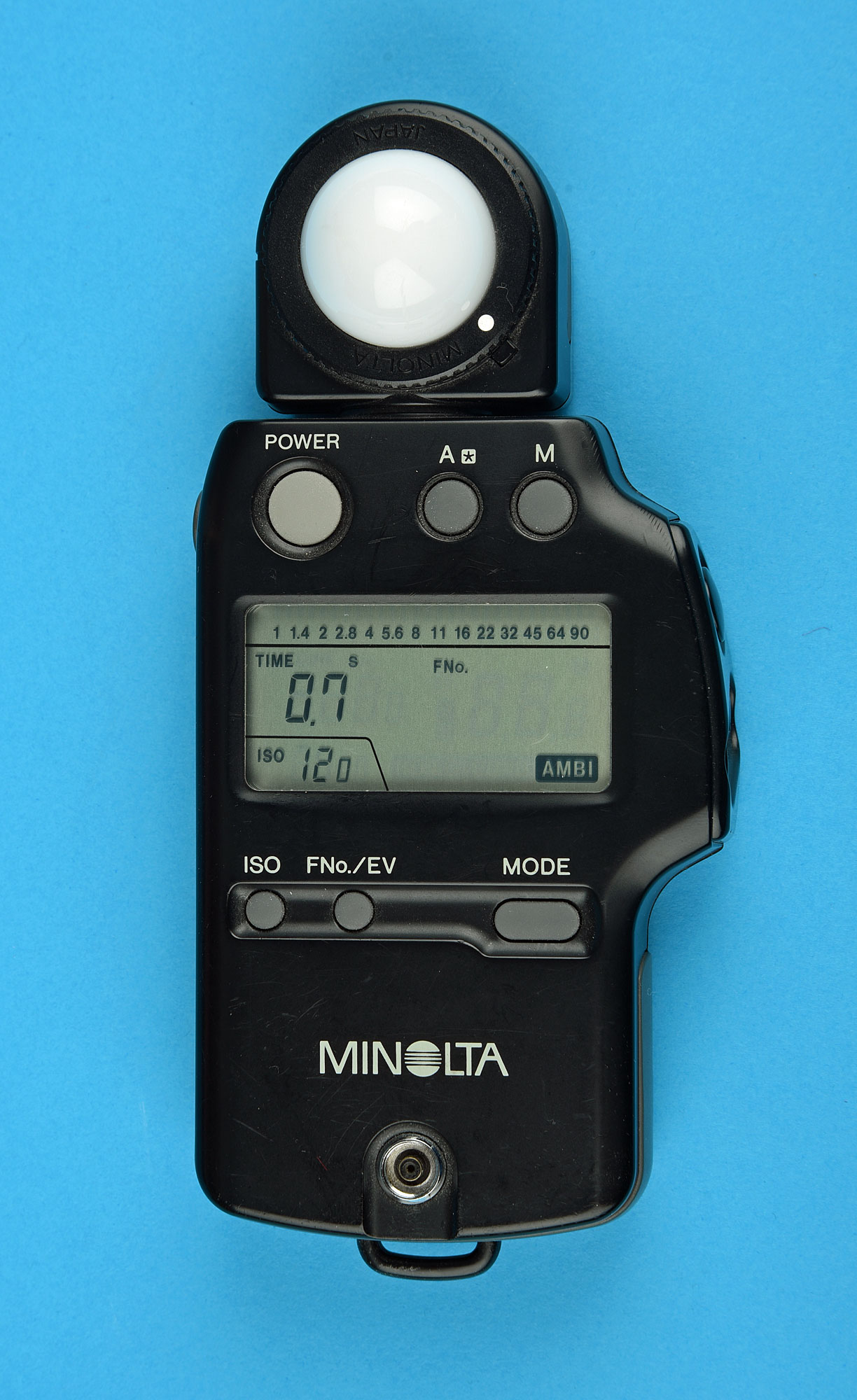
Flashmètre Minolta Autometer IV F.

En photographie, un flashmètre est un accessoire permettant de déterminer l’ouverture du diaphragme en fonction de l’éclairage produit par l’éclair d’un flash.

## Contexte
Si pour un usage classique d'un flash il est possible de faire ses réglages soit à l'aide du Nombre guide soit avec les diverses assistances fournies par les flash électroniques (computer, TTL au flash) la multiplication des sources, leur répartition et leur puissance rend le problème quasiment insoluble lors de photos en studio. Le flashmètre permet de mesurer la lumière globale arrivant sur le sujet.

## Fonctionnement
Si la fonction principale du flashmètre est de mesurer l’éclairement global au moment de l'éclair des flash il peut tout à fait être utilisé comme un posemètre classique en mesure incidente (avec le globe diffuseur) ou réfléchie (sans le globe).
Pour l'utilisation en flashmètre il est disposé près du sujet, globe diffuseur tourné vers l'appareil. Un câble reliant le flashmètre et un des flash (le ou les autres étant en mode "esclave") permet de déclencher l'illumination et la mesure. Le diaphragme à utiliser est affiché par l'appareil.
Au temps de l'argentique l'utilisation du flashmètre était incontournable pour obtenir des expositions correctes. Le plus souvent, la mesure était encore validée par un cliché instantané (Polaroïd). En numérique il est beaucoup plus rapide de multiplier les clichés test en visualisant immédiatement le résultat ce qui rend cet accessoire beaucoup moins utile.

## Marques de référence
- Spectra
- Sekonic
- Gossen
- Minolta